# Trypanidiellus
Trypanidiellus is een kevergeslacht uit de familie van de boktorren (Cerambycidae). De wetenschappelijke naam van het geslacht werd voor het eerst geldig gepubliceerd in 1980 door Monné & Delfino.

## Soorten
Trypanidiellus is monotypisch en omvat slechts de volgende soort:
- Trypanidiellus decoratus Monné & Delfino, 1980